# Підводні човни класу U-48
Підводні човни класу U-48 (пол. Okręty podwodne typu U-48) — проєкт типу підводних човнів Ц. К. військового флоту Австро-Угорщини періоду 1-ї світової війни, що планувалося будувати за німецькими кресленнями. Загалом розраховували збудувати чотири човни океанського класу, але жоден із закладених човнів не був завершений і до 1920 їхні корпуси порізали на брухт.
Для ведення бойових дій в акваторії Середземного моря австрійський флот потребував модерних підводних човнів. У вересні 1916 корабельня Cantiere Navale Triestino (CNT) отримала замовлення на будівництво двох човнів U-48, U-49. За контрактом корпуси човнів мали закласти в угорській частині імперії, а завершувати на верфі у Пулі. У січні 1916 верф Cantiere Navale Triestino (CNT) закупила креслення підводного човна у фірми AG Weser з Бремена.
Після модернізації креслень водотоннажність човнів зросла (818 т проти 800 т). Човни мали довжину 73,25 м при ширині 6,68 м і осадці в 3,3 м. Два дизельні мотори потужністю 2400 к.с. (1800 кВт) і два електромотори потужністю 1200 к.с. (890 кВт) повинні були забезпечити човнам швидкість 16,25 (8,5) вузлів. Екіпаж становив 32 особи. Озброєння складалось з шести 450-мм торпедних апаратів (два кормові) із запасом 9 торпед, двома 90 мм гарматами L35, які на двох човнах планували замінити на 120 мм. Після закладення човнів U-48, U-49 було укладено контракт на будівництво однотипних човнів U-58, U-59.
Зміни в кресленнях, як і згодом брак матеріалів, кваліфікованих спеціалістів затримали початок будівництва човнів U-48, U-49, а контракти на човни U-58, U-59 було скасовано ще до їхнього закладення на стапелі. До завершення війни корпус U-48 збудували на 70 %, а U-49 на 55 %. Корпуси човнів порізали на стапелях на брухт до 1920 року.